# Вера Благојевић
Вера Благојевић (Београд, 16. мај 1920 — Кленак, код Руме, 18. март 1942) била је студент медицине, учесница Народноослободилачке борбе и народни херој Југославије.
Одрасла је у Шапцу, где је завршила основну школу и гимназију. Пошто је њен отац још у младости био близак са комунистима, Вера се, следећи његов пример, још као ученица гимназије определила за револуционарни омладински покрет. Након доласка на студије медицине у Београд, постала је 1938. године члан Савеза комунистичке омладине Југославије (СКОЈ). Током студија је активно учествовала у револуционарном студентском покрету, као и у Омладинској секцији Женског покрета. У чланство Комунистичке партије Југославије (КПЈ) примљена је фебруара 1940. године.
Политички је деловала међу омладином и женама Шапца, па је у јесен 1940. године постала члан Окружног комитета КПЈ за Подриње и секретар Окружног комитета СКОЈ-а за Подриње. Након окупације Југославије, 1941. године вратила се у Шабац, где је радила на организовању омладине и припремама оружаног устанка. Након формирања Мачванског партизанског одреда, јула 1941. године, радила је политички са женама Подриња.
Поред политичког рада, учествовала је и у борбама. Након почетка Прве непријатељске офанзиве, септембра 1941. године, Одред је морао да се повуче, а Вера је била упућена на политички рад у Јадар. У Лозници су је заробили јадарски четници, али је уз помоћ партизана успела да буде спашена из четничког затвора и врати се у Одред.
Услед напорних маршева на путу ка Мачви, крајем децембра 1941. године, тешко се разболела, због чега је била пребачена у село Текериш. Овде су је почетком марта 1942. године открили и заробили четници Косте Пећанца Даке Тешмановића и потом предали Гестапоу у Шабац. Као „опасна комунисткиња” у истрази Гестапоа је била подвргнута мучењима, али како ништа није одала, Гестапо ју је осудио на смрт. Стрељана је 18. марта 1942. године заједно са шездесетак талаца на месту Шицара, у близини села Кленак, код Руме.
За народног хероја Југославије проглашена је 6. јула 1953. године.

## Биографија
Вера Благојевић је рођена 16. маја 1920. године у Београду. Била је ћерка јединица адвоката Јована Благојевића и његове супруге Ане, која је била домаћица. Верин отац Јован се још 1910. године као студент Правног факултета у Београду определио за Српску социјалдемократску партију. Током студија, готово свакодневно је боравио у Радничком дому на Славији, где је присуствовао радничким конференцијама и зборовима и дружио се са тада истакнутим првацима радничког покрета — Димитријем Туцовићем, Душаном Поповићем, Тришом Кацлеровићем и др. Пошто није имао средстава за живот, морао је да прекине студије, па је две године радио као привремени учитељ у селу Риђаке, код Владимираца, а потом је обављао дужност приправника на царинарници у Шапцу. Пошто се дружио са шабачким радницима и учествовао у њиховим зборовима, био је мобилисан 1913. године и иако није служио војску, послат је на фронт са Бугарима, где се разболео од колере. У току Првог светског рата је учествовао у повлачењу преко Албаније, а потом је боравио у Бизерти, где се лечио од тропске маларије. После рата је кратко време радио као судски писар у Нишу, а почетком 1920. године је прешао у Београд за писара Градског суда. Доласком у Београд обновио је контакте са првацима радничког покрета и тада формиране Комунистичке партије Југославије (КПЈ) — Филипом Филиповићем, Костом Новаковићем, Павлом Павловићем, Мошом Пијаде и др. Како је и сам постао члан КПЈ на првим изборима за Уставотворну скупштину, новембра 1920. године је био заменик посланичког кандидата за вировитички изборни срез. Крајем исте године, у време доношења „Обзнане” је због веза са комунистима по казни премештен у Кавадарце.
Новембра 1922. године, Јован Благојевић је напустио државну службу и са породицом, која је живела у Београду, преселио се у Шабац, где је отворио адвокатску канцеларију. Како су власти знале да је близак са комунистима, налазио се на удару режима, па је једно време тешко живео. Због отпора режиму, од стране опозиције је у два маха био предлаган за председника општине. У својој адвокатској канцеларији је за приправнике узимао младе комунисте, које због својих политичких уверења нико други није хтео да прими. Код њега је као писар једно време радио бивши комунистички посланик Павле Павловић, након што га је полиција из Београда протерала у Шабац.

### Одрастање и школовање
Окружена родитељском бригом, а пре свега мајке Ане, Вера је одрасла у Шапцу, где је још пре поласка у основну школу посећивала Француски клуб, у коме је научила француски језик. Истицала се и као добар рецитатор, а као дете је учествовала у позоришном комаду „Циганин хвали свога коња”. Током школовања је била одлична ученица, а последњи осми разред гимназије је завршила као једна од шесторо најбољих ученика из генерације. Њен матурски рад мотивисан Његошевим стихом — На гробу ће изнићи цвијеће за далеко неко покољење био је оцењен као један од најбољих међу радовима свих матураната Шабачке гимназије. Пошто је са одличним успехом положила писмене испите из матерњег и француског језика, као и математике, била је ослобођена полагања усменог дела матурског испита.
Још у току одрастања, Вера је изражавала солидарност са својим сиромашнијим другарицама, а пошто је њен отац као адвокат био имућнијег стања трудила се да им помогне. Одрицала се скупих хаљина и ципела и облачила се скромно, а све што је сматрала сувишним и што се може поделити, делила је са својим сиромашнијим другарицама. У кући је слушала разговоре свога оца и његових пријатеља у којима су говорили о стању у друштву и потреби да се то стање измени. Такође, имала је прилике да слуша жалбе људи који су долазили код њеног оца адвоката да траже правну помоћ или заштиту. Иако је била тиха и повучена, а притом и одлична ученица, Вера се у гимназији издвајала својом борбом против неправде коју је вршила школска управа и поједини професори. У јесен 1937. године, на самом почетку седмог разреда, Вера је била један од организатора ђачког штрајка у знак протеста због лошег понашања неких професора према ученицима.
У вишим разредима гимназије, Вера је почела да се креће у круговима левичарске омладине. Групу њених нераздвојних другова и другарица, чинили су Стојанка Поповић, Нада Чалић, Петар Крнић, Смиља Вукобратовић, Војин Лукић, као и Влада Лаушевић, који је био Верин момак. Ова група ученика, настала дружењем и сличним афинитетима, временом је почела да има посебан карактер и значење све више се интересујући за друштвена збивања. Верина блиска другарица Стојанка Поповић је била из Бијељине, а у Шабац је дошла након што су у тамошњој гимназији, после омладинског политичког инцидента, били укинути виши разреди. Извесно време по доласку у Шабац, живела је у кући Вериног оца, а као лево оријентисана на Веру је оставила снажан политички утицај. Утицај на Верино политичко опредељење имао је и професор Живорад Жика Поповић, који је био комуниста и управник Шабачке народне књижнице и читаонице.
Након учлањења у Народну књижницу, Вера је заједно са Владом Лаушевићем доста читала, а посебно је волела књиге — Фјодора Достојевског, Бруна Травена, Синклера Луиса, Лава Толстоја, Виктора Игоа, Максима Горког и др. Највећи утисак на њу, али и велики број њених вршњака, оставила је књига „Мати” од Горког, преко које је добила сазнања о комунизму и била одушевљена визијом новог друштва. Касније је прешла и на марксистичку литературу, а посебно јој се свидео Енгелсов „Анти Дириниг”. Шетајући поред Саве, често је са Владом Лаушевићем причала о прочитаној литератури, пошто је и он имао богату библиотеку, али и о Октобарској револуцији, Париској комуни и др.

### Студије и партијска активност
Након положене матуре, Вера је 1938. године уписала Медицински факултет у Београду. Верини родитељи се нису сложили са њеном одлуком да студира медицину, сматрајући је превише напорном за њено нежно здравље, па су желели да студира неки лакши факултет. Како би је одвратили од медицине, замолили су професора Косту Тодоровића да је саветима убеди да одустане од ове намере. Када је приликом разговора са Вером увидео њену велику жељу и одлучност да се посвети медицини и на тај начин помаже другима, одустао је од намере да је убеђује у супротно и почео да јој даје савете за студије. На самом почетку студија, Вера се разболела од стомачне болести, па су јој родитељи саветовали да паузира први семестар и врати се кући како би се лечила, али је она то одбила. Иако крхког здравља, Вера се одмах по доласку на Београдски универзитет повезала са тада веома активним револуционарним студентским покретом. У почетку се прикључила једном кружоку за проучавање марксистичке литературе, где је учествовала у расправама и дебатним клубовима. Упоредо је учествовала у акцијама студентског покрета и другим акцијама, које је тада организовала илегална Комунистичка партија Југославије (КПЈ).
Као веома активна омладинка, на самом почетку студија је 1938. године била примљена у чланство Савеза комунистичке омладине Југославије (СКОЈ). Након тога је почела да ради у Удружењу студената медицине и Удружењу студенткиња, а била је задужена и да руководи скојевском организацијом у Првој женској гимназији у Београду. Највише је радила у Омладинској секцији Женског покрета, која је била центар феминистичке омладине и која је 1939. године имала неколико стотина активисткиња. Међу активностима које је ова организација водила било је — описмењавање младих девојака, организовање културних приредби, здравствених и домаћичких курсева, организовање задруга младих девојака, борба за право гласа жена и др. Преко свог земљака и такође студента медицине, Мике Митровића, Вера се повезала са многим истакнутим руководиоцима студентског покрета, а њен стан у Београду је постао центар њиховог окупљања. Њен стан је такође, био и сигурно место за многе илегалце радничког и студентског покрета, па се тако овде два пуна месеца сакривао Добросав Радосављевић, секретар Окружног комитета КПЈ за Подриње. Поред њега у Верином стану су сигурно уточиште налазили и други истакнути илегалци, међу којима су — Љубинка Милосављевић, Вукица Митровић, Мома Марковић и др. Вера је често долазила у Дом студенткиња „Краљица Марија” (данас Студентски дом „Вера Благојевић”), којим је руководила Мила Димић. Овде је Вера имала велики број другарица, са којима је поводом празника делила пакете које је добијала од куће. Студенткиње-комунисткиње имале су тада праксу да храну добијену из пакете од куће деле са својим сиромашнијим другарицама, које нису добијале пакете.
Поред деловања у скојевској организацији на Универзитету и у Београду, Вера је на партијским задацима била активна и у Шапцу, где је од јесени 1939. до почетка Другог светског рата често одлазила и сарађивала са тамошњим организацијама КПЈ и СКОЈ. Када је фебруара 1940. године била примљена у чланство Комунистичке партије Југославије (КПЈ), једно од њених првих задужења било је да помогне скојевској организацији у Шапцу. Уз њену помоћ убрзо је у Шапцу био обновљен рад Месног комитета СКОЈ-а за Шабац, за чије чланове су били изабрани — Брана Црномарковић, Драгољуб Јеличић, Драгиша Симић, Драгутин Шимун, Андра Клас, Мића Игњатовић и Крста Филиповић. Њена активност у Шапцу је била највећа у време летњих распуста, када је активно радила на укључивању омладине у револуционарни покрет. Одржавала је састанке скојевских актива и формирала нове. Радила је такође на политичкој едукацији жена Шапца, посебно младих и њиховом укључивању у политичку борбу и борбу за право гласа. Када је у јесен 1940. године био формиран Окружни комитет КПЈ за Подриње, Вера је постала његов члан, а у готово исто време је постала и секретар тада формираног Окружног комитета СКОЈ-а за Подриње.

### Окупација и припреме за устанак
Војни пуч и обарање Владе Цветковић–Мачек 27. марта 1941. године Веру Благојевић су затекли у Београду, где је заједно са другим студентима учествовала у масовним антифашистичким демонстрацијама. Присуствовала је зборовима на Славији и код Вуковог споменика, где су неки од говорника били и комунисти — Светозар Вукмановић Темпо, Раде Кончар и др. Пар дана касније, у атмосфери непосредне ратне опасности, Београдски универзитет је по одлуци Ректората био затворен. Након тога, Вера је учествовала на саветовању свих студената медицине чланова КПЈ на коме су говорили — секретар Универзитетског комитета КПЈ Миле Ивковић Цуст, члан Месног комитета КПЈ за Београд Рифат Бурџовић Тршо и члан Универзитетског комитета Слободан Пенезић Крцун — који су студенте позвали да активно учествују у одбрани земље и буду уз свој народ.
Свега неколико дана након војног пуча, 6. априла 1941. године, Силе осовине су без објаве рата напале Краљевину Југославију и разорно бомбардовале Београд. У једном од првих налета немачких бомбардера на Београд, Вера је са својим момком Владом Лаушевићем напустила стан и пошла у једно од склоништа од ваздушне опасности. Пролазећи Зеленим венцем, у главу је погодио и повредио комад цигле, који је пао са једне зграде, након експлозије бомбе. Влада је Веру у бесвесном стању одмах однео у амбуланту Црвеног крста у Добрачиној улици, где јој је указана прва помоћ. Пар дана након што се опоравила, Влада и Вера су се у тренутку општег метежа и расула, пешице упутили у Шабац, где су стигли након краћег задржавања у Обреновцу, у кући Владиних родитеља.
Убрзо по њиховом доласку у Шабац, у њега су 13. априла 1941. године ушле немачке јединице, чиме је започела окупација. У кући Вериних родитеља тада су почела окупљања Вериних другова, али и чланова Окружног комитета КПЈ за Подриње, међу којима су били Мика Митровић и Добросав Радосављевић. До краја јуна 1941. године, када је отишла у партизане, Вера је неколико пута одлазила у окупирани Београд и тамо боравила одржавајући везе са београдском партијском организацијом и Покрајинским комитетом КПЈ за Србију. Одатле је у Шабац доносила илегални партијски материјал и директиве партијског руководства. Активно је радила на окупљању омладине Шапца и околине и њеном укључивању у Народноослободилачки покрет (НОП). Одржавала је састанке скојевских група и актива, као и састанке омладине на којима је говорила о антифашизму. На овим задацима највише је сарађивала са женама, међу којима су биле — банкарска чиновница и секретар Месног комитета КПЈ за Шабац Зора Симеуновић, учитељица Дара Радовановић, кројачице Штефица Косијер и Ната Јеличић, учитељица Катарина Јерковић, студенткиња агрономије Радмила Лала Ивковић, студенткиња филозофије Зора Бегенешић и др.
У периоду припреме оружаног устанка, Вера је, како би што више жена укључила у рад, организовала неколико актива жена, које су радиле на сакупљању оружја и муниције, а највише на прикупљању прилога у новцу, одећи и обући за прве партизанске борце, сакупљале су информације о кретању окупаторских јединица, вршиле курирске дужности и др. У ове активности био је укључен велик број жена из Шапца и околине, а активи жена су деловали у свим деловима града, међу фабричким радницама, банкарским чиновницима, ученицима гимназије и Учитељске школе, здравственим радницима и др. Поред овога, радила је и на организовању курсева прве помоћи, којима је руководила студенткиња медицине Нада Чалић. Такође, није запостављала ни политички рад међу женама.
Одмах након напада Трећег рајха и његових сателита на Совјетски Савез, 22. јуна 1941. године, окупатор је отпочео са масовним прогоном и хапшењем свих лица која су према евиденцији бивше југословенске полиције имала било какву везу са комунистима. Шабачка полиција тада је саставила списак од тридесет најактивнијих комуниста на коме је било и име Вере Благојевић. Када су полицајци дошли у кућу Благојевића, ухапсили су најпре Вериног оца Јована, што је Вера успела да искористи и побегне преко подрума. Сакрила се најпре код комшије, доктора Лазара Петровића, а потом је прешла код једних пријатеља. Овде се скривала неколико дана и преко мајке одржавала везу са партијском организацијом. Како је њен даљи боравак у Шапцу био немогућ, добила је задатак да пређе у Лешницу и помогне тамошњој партијској организацији. Прерушена у сељанку која се враћа са пијаце, Вера је у чезама Мике Веселиновића напустила окупирани Шабац.

### Боравак у Лешници и устанак у Мачви
На Окружној партијској конференцији за шабачки округ одржаној на месту Бубања, у близини села Глушци, код Богатића, 29. јуна 1941. године, Вера је била поново изабрана (као једина жена) у Окружни комитет КПЈ за Шабац. На овој Конференцији донета је одлука да се формира партизански одред, што је и учињено неколико дана касније, када је 16. јула на овом месту формиран Мачвански партизански одред, за чијег је команданта био одређен учитељ Небојша Јерковић, а за политичког комесара Мика Митровић. У време формирања Одреда, Вера је боравила у Лешници, где је по партијском задатку радила на политичким припремама устанка, а пре свега на окупљању омладине и жена и стварању услова за формирање партизанске чете. Током боравка овде, она је организовала пет-шест састанака са омладином на којима им је преносила директиве Окружног комитета и причала о антифашизму и будућој борби против окупатора. Један од најмасовнијих састанака омладине одржан је код Тешића Шибенца на Дрини, када је Вера саопштила одлуку о формирању Лешничке партизанске чете, која је била формирана као илегална јединица. Борци су боравили код својих кућа, где су држали оружје и чекали да буду позвани. За командира чете је био одређен гардијски подофицир Станко Орловић Орељ, а за политичког комесара студент Слободан Јовановић. Након акције, коју је Мачвански одред извео у Богатићу, 9. августа 1941. године Вера је одржала састанак са борцима-илегалцима и позвала их на окупљање, након чега је чета почела да функционише. Вера је у Лешници живела у кући Саве Јовановића, где је била представљена као његова рођака из Бијељине, а овде се скривао и Слободан Јовановић, студент агрономије из Бијељине и члан КПЈ.
Током јула и почетком августа 1941. године, Вера је активно радила са женама Подриња, а половином августа је по одлуци Окружног комитета КПЈ упућена на Цер, у Подрињски партизански одред Била је тада прва жена у Одреду, а убрзо након њеног доласка крајем августа и почетком септембра у Одред је дошао већи број жена, међу којима су биле — Марија Заплатић, Катарина Јерковић, Душанка Рафаиловић, Зора Симеуновић, Зора Бегенешић, Дара Богдановић, Радмила Ивковић, Мила Бајалица и др. У договору са Штабом одреда и Окружним комитетом КПЈ, био је формиран Културно-пропагандни одбор, који је издавао билтене и организовао културне приредбе, које су извођене на слободној територији. Вера је окупљала сеоске жене и девојке у радионице за шивење рубља партизанима, а организовала је и сакупљање добровољних прилога у платну, чарапама, храни и другим потрепштинама. Највећа партизанска кројачка радионица била је у селу Петковици, где је било шест шиваћих машина и петнаест жена. Оне су по читав дан, а неретко и ноћу шиле веш, кројиле одећу, крпиле кошуље, плеле чарапе и рукавице. Материјал, платно и конац добијале су од одреда, који је то запленио од трговаца, који су били сарадници окупатора или из добровољних прилога. У оквиру ове радионице постојао је и партизански хор, који је свој први наступ имао у ослобођеном Богатићу, септембра 1941. године, приликом дочека групе робијаша-комуниста, који су 22. августа побегли из сремскомитровачког затвора. Многе девојке су под њеним утицајем одлазиле да раде у партизанску болницу у Крупњу.

### Непријатељска офанзива и прво заробљавање
Након неуспелог партизанско-четничког напад на Шабац, крајем септембра 1941. године започела је Прва непријатељска офанзива чија је прва етапа — операција „Мачва” имала задатак да шире подручје Шапца, Мачве и Подриња очисти од устаничких снага. Окупаторска офанзива праћена великим репресалијама над цивилима, прекинула је полетни живот партизанске позадине у Мачви, а Подрињски партизански одред се под налетом јаких снага немачке 342. пешадијске дивизије повукао на Цер. Потом је првих дана октобра 1941. године, пружајући снажан отпор избио на простор Столице—Костајник. Заједно са приштапским јединицама и великим бројем жена-партизанских сарадница из Мачве, у рејон Столица је стигла и Вера Благојевић, која је одмах по доласку радила на организацији смештаја избеглица и рањеника. Како би поправила борбени дух међу борцима, организовала је скојевске и партијске састанке, на којима је говорила о неминовности борбе за слободу. У другој половини октобра 1941, непосредно пред немачки напад на Крупањ, партизанска позадина се повлачила према Пецкој и Гуњацима. Овде у Гуњацима је помогла у организацији Конференције жена Рађевине, на којој је била један од говорника и говорила о помоћи жена фронту и припремама за прославу годишњице Октобарске револуције.
Након партијског саветовања, одржаног 30. октобра 1941. године у Столицама, Вера је била упућена на политички рад у Јадар. Имала је задатак да у изузетно тешким приликама помогне тамошњим политичким радницима, који су били прилично потиснути четништвом. Преобучена у сеоску девојку, отишла је у Лозницу. Убрзо након њеног доласка, почетком новембра 1941. године, четници Георгија Бојића су на подручју Јадра отпочели са прогоном партизана, као и сарадника и присталица Народноослободилачког покрета (НОП). Веру је тада на улици препознао четник Влајко Антонић и ухапсио. Заједно са још десетак присталица НОП-а из Лознице и неколико борца Подринског партизанског одреда, међу којима су били — Марко Јовановић, Светозар Дедић, Милан Марковић Жеравица, Марко Ристивојевић и Богосав Митровић, Вера се нашла у четничком затвору, у згради команде места у Лозници.
Хапшење веће групе партизана, након продора немачких јединица у Лешницу, као и прикупљање четничких снага у Лозници, Штаб Подринског партизанског одреда је проценио као намеру четника да заробљене партизане предају Немцима, пошто су се слични догађаји тих дана дешавали у другим деловима Србије захваћеним непријатељском офанзивом. Како би их омели у овој намери, партизани су одлучили да нападну Лозницу и ослободе заробљенике. У ноћи 13/14. новембра, партизани су извршили напад на Лозницу, у коме су успели да потисну бројније четнике и окруже их у уском рејону среских зграда и четничке команде. Видевши да се налази у окружењу, Штаб четничког одреда је преко попа Владе Зечевића затражио примирје. Након четничког обећања да ће ослободити заробљенике, партизани су обуставили напад и повукли се на почетне положаје. Пре подне 14. новембра, отпочели су партизанско-четнички преговори, током којих су четници одустали од предаје заробљених партизана. Када су партизани предложили да ће им у замену за 18 заробљених партизана дати 23 заробљена четника, који су били заробљени у току напада на Лозницу, четници су одговорили да Веру Благојевић и Богосава Митровића неће пустити без обзира на број заробљених четника. Након пропалих преговора, партизани су у ноћи 14/15. новембра обновили напад на Лозницу, који је био обустављен на залагање попа Владе Зечевића, који је у жељи да се оконча „братоубилачки рат” дошао у село Клупце да преговара са четницима. Како ни убеђивање Владе Зечевића није уродило плодом, он је од свог брата Марка Зечевића, који је био међу лозничким четницима, затражио да ослободи заробљене партизане. Ујутро 15. новембра, након што су у Лозницу ушле немачке снаге, настао је раздор међу четницима — један део четника је одлучио да сачека Немце, након чега је био легализован и постао део Српске државне страже (СДС), док се други део противио сарадњи са Немцима и повукао из Лознице. Марко Зечевић је успео да искористи ову ситуацију и да из затвора ослободи део заробљених партизана, међу којима су били Вера и Богосав Митровић, након чега их је одвео у село Крајишнике и предао свом брату Влади Зечевићу.

### Поново са партизанима
Вера Благојевић и Богосав Митровић су се из села Крајишника упутили за Столице, где се тада налазио Штаб Подрињског одреда. На овом путу су у селу Радаљ поново наишли на четнике, али су успели да им умакну и да, уз велике напоре и по снегу, стигну од партизанског штаба, где су се срели са руководиоцима Одреда и члановима Окружног комитета КПЈ — Небојшом Јерковићем, Данилом Лекићем, Радованом Вуковићем, Добросавом Радосављевићем и Здравком Шестићем. По њиховом савету, Вера је остала у Столицама, које су тада биле центар интензивног партијског, политичког и културног живота, као центар позадине и главна база партизанских јединица. Након краћег одмора и опоравка, Вера се активно укључила у политички рад. Обилазила је терен, говорила на скуповима жена и омладине, одржавала је скојевске састанке по јединицама и др. Упоредо са овим је учествовала и у неколико борби са Немцима. Иако слабе физичке грађе, Вера се истакла у овим борбама. Партизанска чета у коју је дошла ради организовања састанка, прелазила је преко друма Лозница—Ваљево и тада су се изненада појавили Немци. Како је опасност била велика, део бораца се збунио. Вера је тада међу првима пошла напред и позвала борце за собом, па су, пребацивши се брзо, избегли већи сукоб са Немцима и прошли без губитака. Једном приликом док је држала скојевски састанак са делом бораца Лозничке партизанске чете, добила је вест да се од Лознице креће колона Немаца, након чега је одмах борце повела у борбу, у којој је убијено неколико Немаца и заплењена већа количина наоружања. Након пада Крупња и Столица, крајем новембра и почетком децембра 1941, позадински делови Подринског одреда су се под командом Милана Беловуковића Деве пребацили преко Шљивове до Гуњачких колиба на Рожњу, а затим су се преко Прослопа и Доње и Горње Оровице пребацили у Торник, код Љубовије.
Након састанка Штаба одреда са представником Главног штаба НОП одреда Србије, Мирком Томићем, одржаном 15. децембра 1941. године у селу Драгодолу, код Осечине, на основу директиве Врховног штаба, донета је одлука да се Подрињски партизански одред врати на свој терен у Мачву и Поцерину. Одред се тада поделио на два дела — Први поцерски батаљон, под командом Стеве Филиповића и Други мачвански батаљон, под командом Данила Бакића. Вера је заједно са Мачванским батаљоном, са којим су налазили командант и политички комесар Одреда Небојша Јерковић и Радован Вуковић, као и Душан Остојић и Здравко Шестић, чланови Окружног комитета, кренула у Мачву. На овом дугом и напорном путу, праћеном јаком зимом, уморна и болесна Вера је маршовала преко Мачковог Камена и Корените до Грнчара, где се због чињенице да су четници запосели Јадар, батаљон раздвојио у три колоне. Вера и остали чланови Окружног комитета су били у средњој колони, коју је чинила чета Живана Витомировића Галаме, и која је по хладној зими морала да пређе преко залеђене Корените и леденог Јадра. Након доласка на Цер, Штаб одреда је донео одлуку да се Вера, која се због болести и исцрпљености једва кретала, до пролећа сакрије код рођака у селу Текеришу. Тамо је отишла у пратњи Лозничке партизанске чете и у кући Станоја и Радивоја Благојевића, стрица и брата свога оца Јована, нашла уточиште. Чим се мало опоравила, Вера је покушала да успостави везу са Ваљевским партизанским одредом, који је у то време водио борбе са Немцима и четницима на планинама јужно од Јадра, али у овоме није успела.

### Друго заробљавање и смрт
Донета о одлука о повратку Подрињског партизанског одреда на његов матични терен, показала се као као кобна за Одред, јер је разбијен на мање чете и групе, које се приликом повратка нису могле одржати у тешким зимским условима, уништен од квислиншких снага — Српске државне страже (недићевци), Српског добровољачког корпуса (љотићевци) и легализованих четника Косте Пећанца, чији је задатак био „чишћење” Мачве и Поцерине, али и читаве западне Србије од партизана. У овим акцијама страдао је скоро читав Штаб одреда, а крајем децембра 1941. је погинуо командант Одреда, Небојша Јерковић (1912—1942). Појединци који су покушали да се повуку у илегалност већином су били брзо похватани, чиме је организација Народноослободилачког покрета у Мачви и Подрињу претрпела тежак ударац, од којег се дуго није опоравила. У потерама за партизанима посебно су се истицали легализовани четници лозничког војводе Дамјана Тешмановића Даке, који су крајем децембра успели да у селу Трбосиље код Лознице ухвате неколико партизана, међу којима је био и политички комесар Одреда Стеван Филиповић (1916—1942), а потом их предају Немцима, који су их касније убили.
Трагање за партизанима и њиховим сарадницима настављена су и почетком наредне 1942. године, а око 1. марта група четника лозничког учитеља Јована Тешића је након дугог трагања сазнала где се крије Вера Благојевић. Када су 4. марта 1942, четници опколили кућу њених рођака у Текеришу, покушала је да побегне и успела да изађе из куће, али су је четници сустигли и заробили. Након хапшења су јој руке везали ланцима и спровели је у Завлаку. Овде је у кафани Душана Џагића била мучена, а сутрадан је сва модра и крвава одведена у Лозницу, у Штаб војводе Даке, који је одлучио да је лично саслушава. Како ни батинама није успео да јој изнуди признање, наредног дана је у пратњи порезника Саве Божовића одведена у Шабац и предата Гестапоу. Након Вериног хапшења квислиншка штампа, а посебно листови „Ново време” и „Наша борба” су објављивали вести о хапшењу „опасне комунисткиње” и „жене звери”, како су је називали. Дописник „Новог времена” из Лознице Војислав Глигорић о хапшењу Вере Благојевић објавио је следећу вест:
Лознички одред успео је да опколи једну групу комуниста и све их живе похвата. Међу ухваћенима налази се и студенткиња медицине Вера Благојевић, ћерка шабачког адвоката Јована Благојевића. Студенткињи Вери Благојевић приписују се разна недела за време комунистичког вршљања по Мачви, а нарочито стрељања која су комунисти вршили у Богатићу и Петковици. Иначе Вера Благојевић, некадашња монденка шабачке чаршије, сада врло бедно изгледа. Бледог и испијеног лица, са модрим колутовима испод очију бедно одевена, у изношеном сељачком оделу, и опанцима она стално покушава да убеди власти да она, с обзиром на своју физичку конституцију, није била способна да врши злочине.
О Верином хапшењу писао је и дописник „Новог времена” љотићевац Боривоје Карапанџић, који је између осталог објавио — Ухваћена је чувена комунисткиња, комесар Вера Благојевић, код чије је тетке у Шапцу, у краља Милана улици број 6. постојало читаво складиште комунистичких летака који су доцније плавили Мачву и Поцерину. Недуго након Вериног хапшења, квислиншке снаге су успеле да открију и ухвате још двојицу чланова Окружног комитета КПЈ за Подриње — 14. марта у Петковици је након тромесечног скривања у селу Поцерски Добрић, откривен и ухапшен Добросав Радосављевић (1921—1942), који је обешен 3. априла у Шапцу; 29. марта у селу Баново Поље је откривен Здравко Шестић (1917—1942), који је пружио отпор, а када му је понестало муниције извршио је самоубиство како непријатељу не би жив пао у руке.
У логор на Сењаку, који су 30. септембра 1941. године у бившим војним баракама Југословенске војске на месту Сењак, на простору Старог града, формирали припадници немачке 342. пешадијске дивизије, Вера Благојевић је доведена 5. марта 1942. године. Овај логор је био привременог карактера и постојао је до лета 1942. године, а састојао се од шест барака и био је опасан бодљикавом жицом са много кула-осматрачница. Управу логора су чинили Немци, међу којима је било и домаћих Немаца — фолксдојчера, док су стражу најпре чували припадници Вермахта, а касније Руси белогардејци. Истраге над ухапшеним затвореницима водили су агенти Специјалне полиције из Београда. По доласку, Вера је била смештена у првој бараци, у коју су се налазили затвореници одређени за стрељање. Истрагу против Вере водио је Живадин Милорадовић, поднадзорник полицијских агената Управе града Београда, који је обећао команданту логора Вилију Паулу да ће Вера у току истраге све признати и свега се сетити. Међу онима који су теретили Веру били су — Марика Иконикова, немачка шпијунка и жена белогардејског генерала, а предратног трговца Павла Иконикова, која је оптуживала Веру да је писмима претила њеном мужу; Рада Милошевић, супруга доктора Млађе Милошевића (1897—1941), кога је партизански суд као издајника осудио на смрт стрељањем, Веру је оптуживала да је учесник овог стрељања; двојица студената и истакнутих љотићеваца Милош Божанић и Аца Васиљевић и др.
У току истраге, Милорадовић је од Вере тражио да открије шта је све радила у партизанима, са киме је сарађивала и ко су све били партизански сарадници. Пошто је одбила да било шта призна, агенти Специјалне полиције су је тукли моткама и говеђим жилама, а када би од болова падала у несвест, поливали су је водом и поново тукли. Пошто је била свесна да ће је стрељати одлучила је да иследницима не каже ни реч. Како су саслушавањима повремено присуствовали командант логора Вили Паул и агент Гестапоа Драгутин Долчек, Милорадовић и његови агенти из Специјалне полиције су се трудили да буду све суровији, па су током физичке тортуре Вери поломили десну руку у висини лакта. Увидевши да је батинама неће присилити на признање, агенти Гестапоа су покушали да је уцене нуђењем „слободе“ уколико ода своје везе и оне који су радили за Народноослободилачки покрет, али је Вера то одбила. У току боравка у логору, храбрила је друге логораше да издрже и буду пркосни пред иследницима.
Као успомена на Верин боравак у логору, марта 1942. године, остала је једна фотографија, која је настала, јер је руководство логора желело да се фотографише са „опасном комунисткињом” Вером Благојевић. На овој фотографији (са десне стране) Вера је са поломљеном десном руком, која је повезана марамом и њени мучитељи — Вили Паул, командант логора (на фотографији број 3); фолксдојчер и агент Гестапоа, а бивши заставник Аустроугарске војске и капетан прве класе Југословенске војске Драгутин Долчек (на фотографији број 2) и фолксдојчер Бирклер (на фотографији број 4), запослен у организацији „Тот”. Бирклер је становао у Шапцу, у стану код Верине бабе по мајци, па јој је поклонио ову фотографију.
Како у току истраге од Вере нису добили никакво признање, Гестапо је донео одлуку да се она стреља. У групи од 62 осуђеника из логора Сењак, Вера Благојевић је 18. марта 1942. године одведена на место звано „Шицара”, које се налази на ободу шуме Каракуше, у близини сремског села Кленак, код Руме и тамо стрељана. На овом месту окупатор је у периоду од јесени до пролећа 1942. године стрељао око 1.200 родољуба из Шапца и околине. У време Вериног стрељања, њени родитељи Јован и Ана Благојевић су се били заточени у логору на Бањици, где су у току рата одвођени у два периода — од септембра до децембра 1941. и од јануара до маја 1942. године.
У току Народноослободилачког рата (НОР) погинуо је и Влада Лаушевић (1919—1942), Верин момак и прва љубав. Он се у току устанка борио у Мачванском партизанском одреду, а након разбијања Одреда је крајем децембра 1941. године био заробљен у близини Прњавора. Потом се налазио у логору на Сењаку, где је са њим у истој соби било око 20 заробљених партизана. Како су сви били осуђени на смрт, одлучили су се на бекство. Пошто се њихова соба налазила у приземљу, у ноћи 29/30. јануара су разбили даске на прозору и прекинули струјни кабл, након чега је цела барака остала у мраку. Потом су поискакали у двориште и потрчали према огради од бодљикаве жице, како би се провукли и побегли. Стражари су их брзо открили и запуцали, након чега су се узбунили и остали војници. Том приликом је у кругу логора погинуло 18 заробљених партизана, док су само двојица успела да побегну — Добривоје Жунић и Влада Лаушевић. Жунић се касније вратио у Шабац, где је препознат од једног љотићевца и поново одведен у логор и стрељан. Лаушевић је у току бекства био рањен у ногу, али је успео да се сакрије на Камичком гробљу у Шапцу и потом пробије до куће свога стрица. Овде је добио одело, па се ујутру пребацио код других рођака, где је затекао и своју мајку. Након што су му превили рану и набавили лекове, са лажном легитимацијом се пребацио код брата у Ваљево. Због сталних рација овде није смео дуже да остане, па се упутио у Обреновац, али је на том путу у близини Уба био ухапшен и одведен у логор на Бањици. Стрељан је 11. августа 1942. године, у Јајинцима, свега пет месеци након Вериног стрељања.

## Народни херој Југославије
У Окружници број 4 Покрајинског комитета КПЈ за Србију од 1. новембра 1942. године, у којој се између осталог каже — Највећа драгоценост коју је наша Партија предала у руке новим генерацијама, јесте херојско држање њених најбољих бораца пред класним непријaтељем, набројано је тридесетак имена истакнутих револуционара и партијских радника из Србије, који су погинули од почетка устанка. Међу овим именима налази се и име студенткиње медицине из Шапца, Вере Благојевић, која је већ тада, свега неколико месеци након своје смрти, постала један од примера страдања комуниста у оружаној борби. Поводом обележавања дванаесте годишњице Дана устанка народа Србије, Вера Благојевић је Указом председника Федеративне Народне Републике Југославије Јосипа Броза Тита, 6. јула 1953. године за осведочена херојска дела на бојном пољу и херојско држање пред непријатељем проглашена за народног хероја Југославије. Истог дана Орденом народног хероја је одликована група жена народних хероја из Народне Републике Србије, међу којима су биле — Нада Матић, Рада Миљковић, Даница Милосављевић, Дринка Павловић, Нада Пурић, Јованка Радивојевић и Анђа Ранковић.
На Дан борца 4. јула 1958. године Савез бораца НОР Шапца је открио спомен-бисту Вере Благојевић у дворишту Библиотеке „Жика Поповић” (данас Шабачка библиотека). Ова биста рад је вајарке Виде Јоцић, а иста спомен-биста постављена је и у дворишту некадашњег Дома студенткиња, а данас Студентском дому „Вера Благојевић” у Улици двадесетседмог марта у Београду. Приликом уређења Спомен-гробља на Доњошорском гробљу у Шапцу, 1961. године, посмртни остаци Вере Благојевић су заједно са посмртним остацима 3.500 палих бораца и жртава фашистичког терора сахрањени у заједничкој гробници. На стратишту Шицара, где је међу више стотина родољуба стрељана и Вера Благојевић, борачке организације из Шапца и Руме су 18. маја 1969. године поставиле спомен-обележје на коме се налази натпис — На овом месту немачки фашистички окупатор стрељао је крајем 1941. и почетком 1942. године више стотина бораца Мачванског/Подринског/ и других партизанских одреда дотераних из Шабачког логора, а рођених широм Југославије. Сваке године на дан Верине погибије 18. марта, општински одбори СУБНОР-а Руме и Шапца организују полагање венаца.
Вера Благојевић је била једина жена народни херој из Мачве и Подриња, па је самим тим њено име постало један од главних симбола Народноослободилачке бробе у овим крајевима. У време постојања СФР Југославије, као и у периоду до политичких промена 2000. године, многе улице, тргови, школе, радне бригаде и друге установе носиле су Верино име, а између осталих њено име су носили — Шабачка гимназија (до 2002. године Гимназија „Вера Благојевић”) и Културни центар „Шабац” (до 2002. године Дом Културе „Вера Благојевић”). На згради Културног центра налазила се спомен-плоча посвећена Вери Благојевић, а у Шапцу је постојала и улица са њеним именом, али је она преименована у Улицу Маре Лукић Јелисић, по сликарки, која је живела у овом граду. Данас њено име на територији Републике Србије носи девет улица у — Бањи Ковиљачи, Јадарској Лешници, Јевремовцу, Лешници, Липничком Шору, Лозници, Костолцу, Нишу и Текеришу. Такође, њено име носи и основна школа у Бањи Ковиљачи, испред које јој је подигнута спомен-биста. Одред извиђача из Шапца носи њено име.